# PARADE III 〜RESPECTIVE TRACKS OF BUCK-TICK〜
『PARADE III 〜RESPECTIVE TRACKS OF BUCK-TICK〜』（パレード・スリー リスペクティヴ・トラックス・オブ・バクチク）は、日本のロックバンド、BUCK-TICKの3枚目のトリビュート・アルバム。2020年1月29日にGetting Betterから発売。

## 解説
カバー・トリビュートとしては前作よりおよそ7年振りとなる。SHM-CD仕様。ジャンル・世代を超えた13組が集結。ジャケットのデザインは宇野亞喜良が担当した。予約特典として、ジャケットイラストを使用したトートバッグが先着でプレゼントされた。

## 収録曲
1. ICONOCLASM / BRAHMAN
2. 青の世界 / 八十八ヶ所巡礼
3. 形而上 流星 / minus(-) featuring 藤川千愛
4. 天使は誰だ / GRANRODEO
5. JUPITER / シド
6. Lullaby-III / 黒色すみれ
7. 愛の葬列 / DER ZIBET
8. LOVE ME / CUBE JUICE
9. 唄 / 椎名林檎
10. NATIONAL MEDIA BOYS / DIR EN GREY
11. ミウ / 坂本美雨
12. 惡の華 / GARI
13. JUST ONE MORE KISS / 藤巻亮太